# French 75 (cocktail)
Pour les articles homonymes, voir French et 75.
Un French 75  ou Français 75 ou Soixante Quinze ou Seventy-Five est un cocktail officiel de l'IBA, à base de gin, de jus de citron, de sucre et de champagne. 

## Histoire
Une première version « 75 » de ce cocktail est créée en 1915, par le barman écossais Harry MacElhone (en) du Harry's New York Bar de Paris, avec un mélange d'absinthe, calvados, gin, grenadine, et jus de citron. Très populaire pendant la Première Guerre mondiale, il est nommé d'après l'effet détonnant d'un obus de pièce d'artillerie canon de 75 mm modèle 1897 de l'armée française et des Alliés, avec une probable allusion à Paris (75). Il le publie en 1923 dans son guide des cocktails Harry of Ciro's ABC of Mixing Cocktails.
La version actuelle du French 75, avec du gin et du champagne, apparaît en 1927 dans le guide Here's How, de Judge Jr's ,. 

## Composition
Recette officielle de l'IBA :
- 30 ml de gin (parfois du cognac) ;
- 15 ml de jus de citron ;
- 15 ml de sirop de sucre ;
- 60 ml de champagne.

Passer les 3 premiers ingrédients au shaker avec des glaçons. Verser dans une flûte à champagne, et compléter avec du champagne en mélangeant très doucement. Garnir éventuellement d'une rondelle ou d'une zeste de citron.

## Quelques variantes
- Collins
- Gin fizz
- Prince of Wales
- French Connection

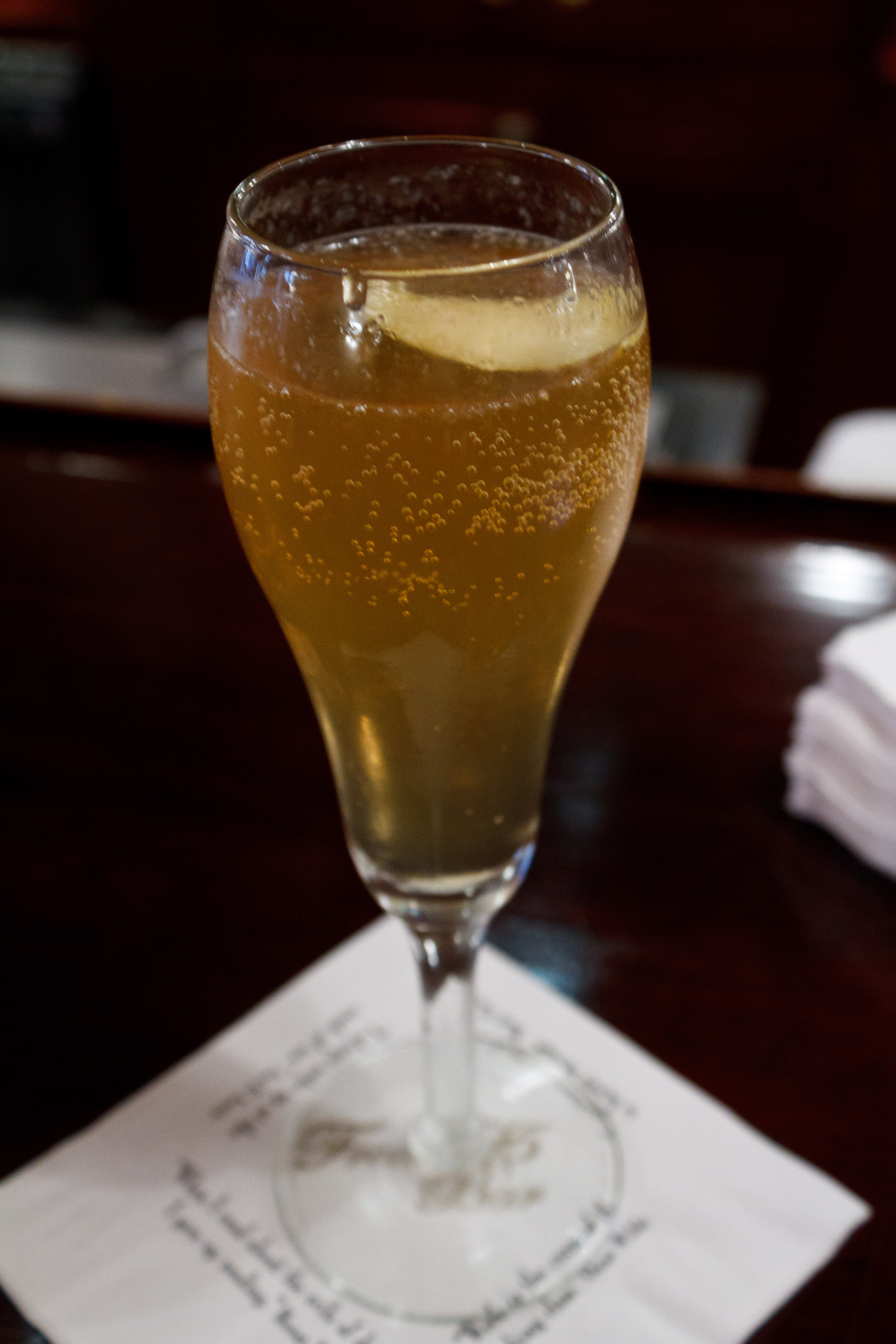

- French 68, avec du calvados et du brandy au lieu du gin.
- French 76, avec de la vodka au lieu du gin

## Au cinéma
- 1942 : Casablanca, de Michael Curtiz, avec Humphrey Bogart et Ingrid Bergman[7],[8].